# Кубок домашних наций 1887
Кубок домашних наций 1887 (англ. 1887 Home Nations Championship — Чемпионат домашних наций 1887) — пятый в истории регби Кубок домашних наций, прародитель современного регбийного Кубка шести наций. Победителем Кубка стала сборная Шотландии, завоевав впервые титул самостоятельно (ни с кем его не разделив): её главный конкурент в лице Англии потерпел сокрушительную неудачу, заняв последнее место в розыгрыше.

## Итоговая таблица
| Место | Сборная   | Игры     | Игры   | Игры  | Игры      | Очки в матчах** | Очки в матчах** | Очки в матчах** | Очки в турнире |
| Место | Сборная   | Сыграно* | Победы | Ничьи | Проигрыши | Забито          | Пропущено       | Разница         | Очки в турнире |
| ----- | --------- | -------- | ------ | ----- | --------- | --------------- | --------------- | --------------- | -------------- |
| 1     | Шотландия | 3        | 2      | 1     | 0         | 6               | 0               | +6              | 5              |
| 2     | Уэльс     | 3        | 1      | 1     | 1         | 1               | 4               | −3              | 3              |
| 3     | Ирландия  | 3        | 1      | 0     | 2         | 2               | 3               | −1              | 2              |
| 4     | Англия    | 3        | 0      | 2     | 1         | 0               | 2               | −2              | 2              |

*По регламенту турнира в матче начислялось очко только за забитый гол (перед ним нужно было реализовать попытку обязательно), а подсчёт попыток вёлся в том случае, только если матч заканчивался вничью.

## Сыгранные матчи
- 8 января 1887, Лланелли: Уэльс 0:0 Англия
- 5 февраля 1887, Дублин: Ирландия 2:0 Англия
- 19 февраля 1887, Белфаст: Ирландия 0:2 Шотландия
- 26 февраля 1887, Эдинбург: Шотландия 4:0 Уэльс
- 5 марта 1887, Манчестер: Шотландия 0:0 (1:1 по попыткам) Англия
- 12 марта 1887, Биркенхед: Уэльс 1:0 Ирландия